# نور-أباران
نور أباران (بالإنجليزية: Nor-Aparan)‏ هي مدينة في مقاطعة يريفان في أرمينيا.

## روابط خارجية
- نور-أباران في GEOnet